# Gunar Kirchbach
Gunar Kirchbach (ur. 12 października 1971) – niemiecki kajakarz, kanadyjkarz, złoty medalista olimpijski z Atlanty.
Urodził się w NRD i do zjednoczenia Niemiec reprezentował barwy tego kraju. Igrzyska w 1996 były jego jedyną olimpiadą. Złoto zdobył w kanadyjkowych dwójkach na dystansie 1000 m. Partnerował mu Andreas Dittmer. Ma w dorobku pięć medali mistrzostw świata, wywalczonych w latach 1993-1997, dwa złote (C-2 1000 m: 1994, 1997) i trzy brązowe (C-2 500 m: 1993, 1995; C-2 1000 m: 1995).